# 宮内由香
宮内 由香（みやうち ゆか）は、日本の漫画家。女性。

## 人物
2000年にコアマガジン、松文館で商業誌デビュー。主に『コミックエルオー』（茜新社）等の男性向け成人向け漫画雑誌を中心に活動中。才谷ウメタロウのアシスタントも務めている。
｢TENMA COMICS LO 第3弾 思春期の表現者、ここに登場！｣（原文ママ）という単行本の腰帯にあるように、成長期の少年少女の心理描写を得意としている。
と思われがちだが、少年が登場することはごく僅かであり、メインは少女と成人男性の絡みか女性同士の恋愛である。

## 作品リスト

### 単行本
成人向け
- 『僕のおうちに遊びにおいで』 （2002年6月発売、平和出版〈PEACEコミックス〉、ISBN 4-86056-012-4）
- 『恋愛賛歌』 （2004年5月15日発売[2]、茜新社〈TENMACOMICS LO #3〉、ISBN 4-87182-663-5）
- 『青の時代』 （2011年1月28日発売[3]、茜新社〈TENMACOMICS LO #98〉、ISBN 978-4-86349-203-5）

一般向け
- 『未完の恋』 （2012年6月12日発売[4]、芳文社〈まんがタイムKRコミックス つぼみシリーズ〉、ISBN 978-4-83224-159-6）

### 単行本未収録
- 35.90℃ （2014年1月14日発売[5]、マッグガーデン『EDEN』vol.1、ISBN 978-4-80000-252-5）